# L'Escopidora

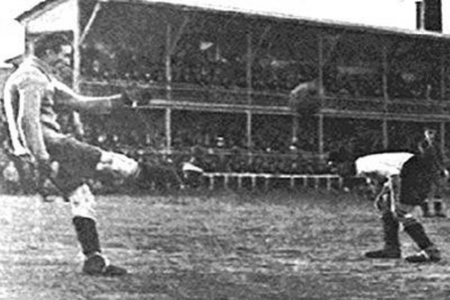
L'Escopidora in 1908

L'Escopidora of Camp del Carrer de la Indústria is een voormalig voetbalstadion in de Spaanse stad Barcelona. Het was het thuisstadion van Hispània FC (1900-1903) en FC Barcelona (1909-1922).
Hispània FC was in 1900 de eerste bespeler van L'Escopidora. Na de opheffing van deze club in 1903, kwam het stadion in het bezit van FC Barcelona. Barça speelde op 14 maart 1909 de eerste wedstrijd in L'Escopidora, dat destijds een capaciteit van 6.000 plaatsen had. L'Escopidora was het eerste stadion in Spanje met kunstverlichting. In 1922 verhuisde FC Barcelona naar het Camp de Les Corts.